# Grand Prix Německa 2011
Grand Prix Německa 2011 ( LXXI Großer Preis Santander von Deutschland) desátý závod 62. ročníku mistrovství světa vozů Formule 1, historicky již 850. grand prix, se uskutečnila na okruhu Nürburgring.

## Výsledky

### Kvalifikace
| Pořadí                | Číslo | Jezdec             | Konstruktér          | 1. část  | 2. část  | 3. část  | Start |
| --------------------- | ----- | ------------------ | -------------------- | -------- | -------- | -------- | ----- |
| 1                     | 2     | Mark Webber        | Red Bull-Renault     | 1:33.096 | 1:31.311 | 1:30.079 | 1     |
| 2                     | 3     | Lewis Hamilton     | McLaren-Mercedes     | 1:32.934 | 1:30.998 | 1:30.134 | 2     |
| 3                     | 1     | Sebastian Vettel   | Red Bull-Renault     | 1:32.973 | 1:31.017 | 1:30.216 | 3     |
| 4                     | 5     | Fernando Alonso    | Ferrari              | 1:32.916 | 1:31.150 | 1:30.442 | 4     |
| 5                     | 6     | Felipe Massa       | Ferrari              | 1:31.826 | 1:31.582 | 1:30.910 | 5     |
| 6                     | 8     | Nico Rosberg       | Mercedes             | 1:32.785 | 1:31.343 | 1:31.263 | 6     |
| 7                     | 4     | Jenson Button      | McLaren-Mercedes     | 1:33.224 | 1:31.532 | 1:31.288 | 7     |
| 8                     | 14    | Adrian Sutil       | Force India-Mercedes | 1:32.286 | 1:31.809 | 1:32.010 | 8     |
| 9                     | 10    | Vitalij Petrov     | Renault              | 1:33.187 | 1:31.985 | 1:32.187 | 9     |
| 10                    | 7     | Michael Schumacher | Mercedes             | 1:32.603 | 1:32.180 | 1:32.482 | 10    |
| 11                    | 9     | Nick Heidfeld      | Renault              | 1:32.505 | 1:32.215 |          | 11    |
| 12                    | 15    | Paul di Resta      | Force India-Mercedes | 1:32.651 | 1:32.560 |          | 12    |
| 13                    | 12    | Pastor Maldonado   | Williams-Cosworth    | 1:33.003 | 1:32.635 |          | 13    |
| 14                    | 11    | Rubens Barrichello | Williams-Cosworth    | 1:33.664 | 1:33.043 |          | 14    |
| 15                    | 17    | Sergio Pérez       | Sauber-Ferrari       | 1:33.295 | 1:33.176 |          | 15    |
| 16                    | 18    | Sébastien Buemi    | Toro Rosso-Ferrari   | 1:33.635 | 1:33.546 |          | 24    |
| 17                    | 19    | Jaime Alguersuari  | Toro Rosso-Ferrari   | 1:33.658 | 1:33.698 |          | 16    |
| 18                    | 16    | Kamui Kobajaši     | Sauber-Ferrari       | 1:33.786 |          |          | 17    |
| 19                    | 20    | Heikki Kovalainen  | Lotus-Renault        | 1:35.599 |          |          | 18    |
| 20                    | 24    | Timo Glock         | Virgin-Cosworth      | 1:36.400 |          |          | 19    |
| 21                    | 21    | Karun Chandhok     | Lotus-Renault        | 1:36.422 |          |          | 20    |
| 22                    | 25    | Jérôme d'Ambrosio  | Virgin-Cosworth      | 1:36.641 |          |          | 21    |
| 23                    | 23    | Vitantonio Liuzzi  | HRT-Cosworth         | 1:37.011 |          |          | 23    |
| 24                    | 22    | Daniel Ricciardo   | HRT-Cosworth         | 1:37.036 |          |          | 22    |
| Limit 107 %: 1:38.253 |       |                    |                      |          |          |          |       |

### Závod
| Pořadí | Číslo | Jezdec             | Konstruktér          | Kola | Čas/odstoupení | Start | Body |
| ------ | ----- | ------------------ | -------------------- | ---- | -------------- | ----- | ---- |
| 1      | 3     | Lewis Hamilton     | McLaren-Mercedes     | 60   | 1:37:30.344    | 2     | 25   |
| 2      | 5     | Fernando Alonso    | Ferrari              | 60   | +3.980         | 4     | 18   |
| 3      | 2     | Mark Webber        | Red Bull-Renault     | 60   | +9.788         | 1     | 15   |
| 4      | 1     | Sebastian Vettel   | Red Bull-Renault     | 60   | +47.921        | 3     | 12   |
| 5      | 6     | Felipe Massa       | Ferrari              | 60   | +52.252        | 5     | 10   |
| 6      | 14    | Adrian Sutil       | Force India-Mercedes | 60   | +1:26.208      | 8     | 8    |
| 7      | 8     | Nico Rosberg       | Mercedes             | 59   | +1 kolo        | 6     | 6    |
| 8      | 7     | Michael Schumacher | Mercedes             | 59   | +1 kolo        | 10    | 4    |
| 9      | 16    | Kamui Kobajaši     | Sauber-Ferrari       | 59   | +1 kolo        | 17    | 2    |
| 10     | 10    | Vitalij Petrov     | Renault              | 59   | +1 kolo        | 9     | 1    |
| 11     | 17    | Sergio Pérez       | Sauber-Ferrari       | 59   | +1 kolo        | 15    |      |
| 12     | 19    | Jaime Alguersuari  | Toro Rosso-Ferrari   | 59   | +1 kolo        | 16    |      |
| 13     | 15    | Paul di Resta      | Force India-Mercedes | 59   | +1 kolo        | 12    |      |
| 14     | 12    | Pastor Maldonado   | Williams-Cosworth    | 59   | +1 kolo        | 13    |      |
| 15     | 18    | Sébastien Buemi    | Toro Rosso-Ferrari   | 59   | +1 kolo        | 24    |      |
| 16     | 20    | Heikki Kovalainen  | Lotus-Renault        | 58   | +2 kola        | 18    |      |
| 17     | 24    | Timo Glock         | Virgin-Cosworth      | 57   | +3 kola        | 19    |      |
| 18     | 25    | Jérôme d'Ambrosio  | Virgin-Cosworth      | 57   | +3 kola        | 21    |      |
| 19     | 22    | Daniel Ricciardo   | HRT-Cosworth         | 57   | +3 kola        | 22    |      |
| 20     | 21    | Karun Chandhok     | Lotus-Renault        | 56   | +4 kola        | 20    |      |
| Ret    | 23    | Vitantonio Liuzzi  | HRT-Cosworth         | 37   |                | 23    |      |
| Ret    | 4     | Jenson Button      | McLaren-Mercedes     | 35   | Hydraulika     | 7     |      |
| Ret    | 11    | Rubens Barrichello | Williams-Cosworth    | 16   | Motor          | 14    |      |
| Ret    | 9     | Nick Heidfeld      | Renault              | 9    | Kolize         | 11    |      |

## Průběžné pořadí šampionátu
Pohár jezdců
| Pořadí | Jezdec           | Body |
| ------ | ---------------- | ---- |
| 1      | Sebastian Vettel | 216  |
| 2      | Mark Webber      | 139  |
| 3      | Lewis Hamilton   | 134  |
| 4      | Fernando Alonso  | 130  |
| 5      | Jenson Button    | 109  |

Pohár konstruktérů
| Pořadí | Konstruktér      | Body |
| ------ | ---------------- | ---- |
| 1      | Red Bull-Renault | 355  |
| 2      | McLaren-Mercedes | 243  |
| 3      | Ferrari          | 192  |
| 4      | Mercedes         | 78   |
| 5      | Renault          | 66   |